# Adam Gierasch i Jace Anderson
Adam Gierasch i Jace Anderson són un matrimoni de cineastes estatunidencs, coneguts pel seu treball en el gènere de terror. dam Gierasch també és conegut com a actor i director, i va estrenar el seu debut com a director "Autopsy" el 2008.

## Filmografia
| - Spiders (2000, guió) - Crocodile (2000, guió) - Panic (2002, guió) - Crocodile 2: Death Swamp (2002, guió) - Derailed (2002, guió) - Killer Rats (2003, guió) - Toolbox Murders (2004) - Mortuary (2005) - Mother of Tears (2007) - Autopsy (2008) - Night of the Demons (2009) - Fertile Ground (2011) - Fractured (2013) - Thirsty (2009, veu de Slushy Cup) - Fertile Ground (2011, com directora a la foto) - This Week in Horror (2011, 1 episodi, com ella mateixa) - FEARnet's Movies with More Brains (2011, com ella mateixa) - Into the Dark: Exploring the Horror Film (TBA, com ella mateixa) - Fractured (2013) - House by the Lake (2015) | - Autopsy (2008, també guió) - Night of the Demons (2009, també guió) - Fertile Ground (2011, també guió) - Fractured (2013, also scriptwriter) - House by the Lake (2015) - Tales of Halloween (2015, segment Trick) - Asylum (1997, com Ronald Briggs) - Martial Law (1999, 1 episodi, com Groomsman) - The Others (2000, 1 episodi, com Male Passenger) - Crocodile (2000, com Lester) - Beyond Belief: Fact or Fiction (2000, 1 episodi) - Rats (2003, com Jim) - Toolbox Murders (2004, com Ned Lundy) - The Hollow (2004, com Dad) - Mortuary (2005, com Mr. Barstow) - Roman (2006, com Boyd) - Room Nine (2007, com Mecànic) - Red Sands (2009, com Sergent Ramsey) - Thirsty (2009, com Convidat a la conspiració, només veu) - Fertile Ground (2011, com Otto) - Big Ass Spider (2011, com captaire) |